# Blanzac-Porcheresse
Blanzac-Porcheresse is een plaats en voormalige gemeente in het Franse departement Charente in de regio Nouvelle-Aquitaine en telt 836 inwoners (2004). De plaats maakt deel uit van het arrondissement Cognac.

## Geschiedenis
Blanzac-Porcheresse was hoofdplaats van het gelijknamige kanton tot dit op 22 maart 2015 werd opgeheven en de gemeenten werden opgenomen in het op die dag gevormde kanton Charente-Sud. Op 1 januari 2017 fuseerde de gemeente met Cressac-Saint-Genis tot de commune nouvelle Coteaux du Blanzacais, die eind 2018 de naam veranderde in Coteaux-du-Blanzacais. Op 1 januari 2019 werd ook Saint-Léger opgenomen in de gemeente, waarvan Blanzac-Porcheresse de hoofdplaats is. De voormalige gemeenten kregen de status van commune déléguée maar per gemeentelijk besluit werd deze status per 1 juni 2020 opgeheven.

## Geografie
De oppervlakte van Blanzac-Porcheresse bedraagt 10,8 km², de bevolkingsdichtheid is 77,4 inwoners per km².
De onderstaande kaart toont de ligging van Blanzac-Porcheresse met de belangrijkste infrastructuur en aangrenzende gemeenten.

## Demografie
Onderstaande figuur toont het verloop van het inwonertal.
Vanwege een beveiligingsprobleem met de MediaWiki Graph-software is het momenteel niet mogelijk deze grafiek weer te geven. Zodra de software is bijgewerkt zal de grafiek vanzelf weer zichtbaar worden.